# Gmina Błonie
Die Gmina Błonie ist eine Stadt-und-Land-Gemeinde im Powiat Warszawski Zachodni der Woiwodschaft Masowien in Polen. Ihr Sitz ist die gleichnamige Stadt mit etwa 12.250 Einwohnern.

## Geographie

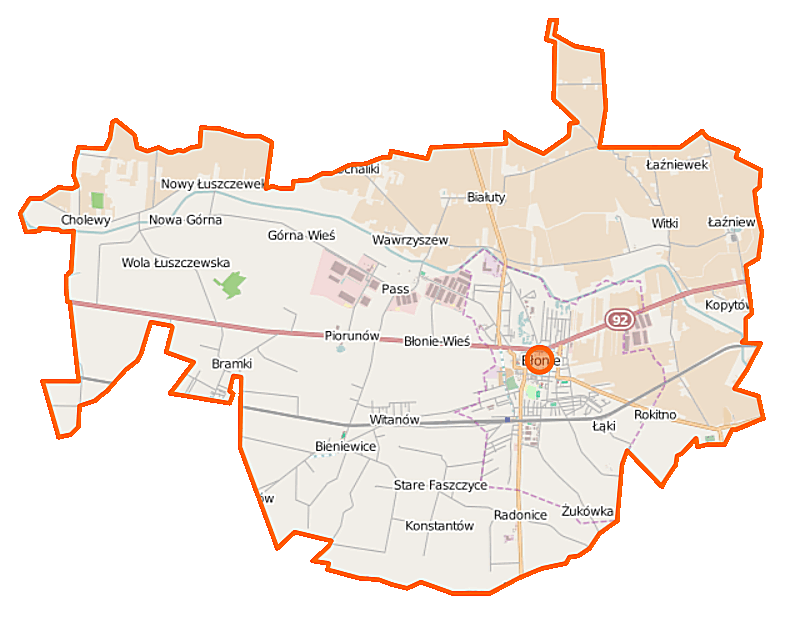
Karte der Gemeinde

Nachbargemeinden sind Leszno im Norden, Ożarów Mazowiecki im Osten, Brwinów im Südosten, Grodzisk Mazowiecki im Süden, Baranów im Südwesten und Teresin im Westen. Das Zentrum der Landeshauptstadt Warschau liegt etwa 20 Kilometer östlich.
Die Gemeinde hat eine Fläche von 85,8 km², die zu 86 Prozent landwirtschaftlich genutzt wird. Ihr Gebiet ist nahezu unbewaldet.

## Geschichte
Die Landgemeinde wurde 1973 aus verschiedenen Gromadas gebildet. Vorgänger waren die Gmina Pass und die Gmina Radzików. Stadt- und Landgemeinde wurden 1990/1991 zur Stadt-und-Land-Gemeinde vereinigt. Von 1975 bis 1998 gehörte das Gemeindegebiet zur stark verkleinerten Woiwodschaft Warschau. Der Powiat Pruszkowski wurde 1975 aufgelöst. Die Gemeinde gehört seit 1999 zur Woiwodschaft Masowien und zum Powiat Warszawski Zachodni, die neu gebildet wurden. Zum 1. Januar 2006 wurde der Sitz des Powiats von Warschau nach Ożarów Mazowiecki verlegt.

## Gemeindepartnerschaften
- Coreno Ausonio in Italien

## Gliederung
Zur Stadt-und-Land-Gemeinde (gmina miejsko-wiejska) Błonie mit 21.610 Einwohnern (Stand 31. Dezember 2020) gehören die Stadt selbst und 32 Dörfer und Ortschaften mit Schulzenämtern (sołectwa):
Białutki
Białuty
Bieniewice
Bieniewo-Parcela
Bieniewo-Wieś
Błonie-Wieś
Bramki
Cholewy
Dębówka
Górna Wieś
Konstantów
Kopytów
Łaźniew
Łaźniewek
Łąki
Marysinek
Nowa Górna
Nowa Wieś
Nowe Faszczyce
Nowy Łuszczewek
Piorunów
Radonice
Radzików
Rochaliki
Rokitno
Stare Faszczyce
Stary Łuszczewek
Wawrzyszew
Witanów
Witki
Wola Łuszczewska
Żukówka
Weitere Orte der Gemeinde sind Pass, Radzików und Rokitno-Majątek.

## Verkehr
Die Landesstraße DK92 von Frankfurt (Oder) nach Warschau durchzieht die Gemeinde von West nach Ost. Weitere Verbindungen bestehen über die Woiwodschaftsstraßen DW579 und DW720.
An der Bahnstrecke Warschau–Posen–Berlin bestehen der Bahnhof Błonie und der Haltepunkt Witanów.
Der nächste internationale Flughafen ist Warschau (WAW).